# Heinrich Weidt
Heinrich Weidt (Coburg, Baviera, 1828- Graz, Àustria, 14 de setembre de 1901) fou un compositor alemany. Actuà com a director d'orquestra en els teatres de Zúric, Berna, Aquisgrà, Kassel, Hamburg, Budapest, etc. A més de diverses operetes, cançons populars, cors per a veus d'homes, etc.representà el 1873 l'òpera entres actes Adelmar.